# Batu Kumbung
Batu Kumbung is een bestuurslaag in het regentschap West-Lombok van de provincie West-Nusa Tenggara, Indonesië. Batu Kumbung telt 6896 inwoners (volkstelling 2010).